# Prysna 1
Prysna 1 (biał. Прысна 1; ros. Присно 1) – wieś na Białorusi, w obwodzie mohylewskim, w rejonie mohylewskim, w sielsowiecie Paszkawa. Od północnego wschodu graniczy z Mohylewem.
Prysna 1 położona jest przy węźle drogi magistralnej M4 z drogą republikańską R123.
Urodził tu się białoruski lotnik wojskowy, bohater Związku Radzieckiego Michaił Kuczinski.